# Герой-рационал перестраивает королевство
«Герой-рационал перестраивает королевство» (яп. 現実主義勇者の王国再建記 Гэндзицусюги ю:ся но о:коку сайкэнки) — ранобэ за авторством Додзёмару, а также основанные на нём манга с иллюстрациями Сатоси Уэды и аниме-сериал «Герой-реформатор восстанавливает королевство» студии J.C.Staff, премьера которого состоялась 4 июля 2021 года.

## Сюжет
В этом фэнтезийном мире монстры всегда были обычным делом, но какое-то время назад их стало появляться все больше и больше, более того они заняли северную часть континента и начали активно наступать на королевства людей. Чтобы противостоять им, страны объединились и послали против них объединенную армию, но та проиграла. Впрочем, расширение темных владений остановилось. Перед лицом общей угрозы Империя, сильнейшая из человеческих стран, предложила всем заключить договор: те страны, что оказались на передовой, будут сражаться, защищая остальных, а те, кто далеко от земель демонов — будут финансово их поддерживать. Более того все войны между заключившими договор странами запрещены, а нарушивших это правило будут ждать войска Империи.
Королевство Эльфриден находится вдали от границы, но это не означает, что война не затронула его: наплыв беженцев, проблема голода в стране — лишь малая их часть. Когда пришло время платить, в Эльфридене просто не могло найтись таких денег. И тогда Империя предложила альтернативу: королевство может попробовать провести древний ритуал по призыву героя — «того, кто возглавит смену эпохи» — и, если всё выйдет, выдать героя Империи вместо платы. Считая, что ритуал обречен на провал, но так как это тоже выполнит условия Империи, король Эльфридена решил призвать героя.
Обычный японец Кадзуя Сома планировал закончить университет и стать госслужащим, но был неожиданно призван в другой мир. Там на успех никто не рассчитывал, но и выдавать единственное полученное для переговоров с Империей преимущество — героя — никто не спешил. Неожиданным решением для всей страны стало заявление короля об отказе от престола в пользу Кадзуи и о его помолвке с принцессой Лисией Эльфриден. Сома с ходу оказывается вовлечен в проблемы страны, и используя современные знания и исторические примеры, он начинает перестраивать систему королевства и восстанавливать в нем экономику. Наиболее часто цитируемой им книгой при принятии решений является «Государь» Макиавелли.
Одним из первых его шагов оказывает сбор самых талантливых людей со всей страны в разных областях, затем он решает вопрос голода, строит дороги, создает аналог телевидения, отстраивает новый портовый город, реформирует армию, одновременно подавляя восстание герцогов, и противостоит вторжению соседнего княжества Амидония. Он налаживает отношения с Империей, развивает науку и руководит исследованиями в самых разных областях: от медицины до истории этого мира.

## Персонажи
Кадзуя Сома (яп. 相馬 一也 Сома Кадзуя) — главный герой, который переместился в фэнтезийный мир как «герой королевства» и практически сразу был назван новым его королём, так как предыдущий правитель принял решение отказаться от престола в его пользу. В новом мире он получил уникальную магическую способность — управлять объектами на расстоянии, особенно если это куклы, а также разделять своё сознание между ними.
Сэйю: Юсукэ Кобаяси
Лисия Эльфриден (яп. リーシア・エルフリーデン Ри:сия Эруфури:дэн) — бывшая наследная принцесса королевства Эльфриден, ставшая первой невестой Кадзуи.
Сэйю: Инори Минасэ
Аиша Удгард (яп. アイーシャ・ウドガルド Аи:ся Удогарудо) — дочь главы темных эльфов Божественного леса, расположенного в Эльфридене. Она служит телохранителем Кадзуи и позже становится его второй невестой. Её образ во многом напоминает Эйшу Кланклан из Outlaw Star.
Сэйю: Икуми Хасэгава
Джуна Дома (яп. ジュナ・ドーマ Дзюма До:ма) / Леди Канария (яп. カナリア夫人 Канариа фудзин) — офицер морской пехоты флота Эльфридена, внучка герцогини Эксель Уолтерс. Выиграла первые конкурсы красоты и песен, проводившиеся в столице, что сделало её первой из «лорелей» — так в королевстве стали называть идолов. Позже стала одной из невест Кадзуи.
Сэйю: Рэйна Уэда
Ророа Амидония (яп. ロロア・アミドニア Ророа Амидониа) — принцесса бывшего княжества Амидония, обладающая талантом в экономике. Смогла понять план Кадзуи, когда он совершил контр-нападение на княжество, и заставить его сделать её своей невестой и захватить всю страну, а не ее часть.
Сэйю: Мао Итимити
Наден Делал (яп. ナデン・デラール Надэн Дера:ру) — дракон родом из горного хребта Звездного Дракона и пятая невеста Кадзуи. В отличие от других драконов она — кирин, а не западный дракон, из-за чего чувствовала себя всю жизнь отверженной, пока на хребет не прибыл Кадзуя, сумевший оценить её способности, и заключивший с ней контракт, как принято между драконами и их рыцарями.

## Медиа

### Ранобэ
История первоначально публиковалась на сайте Shōsetsuka ni Naro с 2014 года как веб-роман, но впоследствии он был удалён и возобновлён на Pixiv. Текст был написан автором под псевдонимом Додзёмару и проиллюстрирован художником Фуююки. Первый том был опубликован под импринтом Overlap Bunko в 2016 году.
23 февраля 2017 года цифровой издатель английской версии романа J-Novel Club объявил о приобретении серии для локализации в Канаде. Американский издатель Seven Seas Entertainment выпустил роман в печать.
| - Prologue - Chapter 1: Fundraising - Chapter 2: Start From X - Chapter 3: Let's Create a Braodcast Program - Intermission 1: Serina and the Death Spirit Panic | - Chapter 4: A Day Off in Parnam - Intermission 2: The Sighs of Duchess Excel Walter - Chapter 5: The Legendary Old Man - Chapter 6: Relief - Epilogue - Extra Story: The Story of a Certain Group of Adventurers |

| - Prologue - Chapter 1: A Sign - Chapter 2: The Casts of Two Nations - Chapter 3: Ultimatum - Extra Story: The Story of a Certain Group of Adventurers 2 - Chapter 4: The Lord of Altomura | - Chapter 5: The Battle Outside Randel - Chapter 6: The Scheming Battle for Red Dragon City - Chapter 7: Sacrifice the Plum Tree to Preserve the Peach Tree - Chapter 8: Declaration of War - Chapter 9: The Final Battle - Epilogue: The True Raising of the Curtain - Prologue to the Post-war Period |

| - Prologue: On a Moonlit Terrace - Chapter 1: Project Lorelei - Intermission 1: Lord Ishizuka - Chapter 2: Meeting on a Street Corner in Van - Chapter 3: Negotiations - Chapter 4: Pact | - Chapter 5: Withdrawal - Extra Story: The Story of a Certain Group of Adventurers 3 - Chapter 6: Standing in Front of the Lion's Cage - Chapter 7: Promise - Chapter 8: Crime and Punishment - Epilogue: Peace is Yet Distant |

| - Prologue: The Running King - Chapter 1: Preparing for Innovation - Chapter 2: A Story of Using Shrimp as Bait to Catch Sea Bream, but Instead Catching a Shark - Chapter 3: An Unusual Slave Trader | - Chapter 4: The Museum in the Royal Capital - Chapter 5: Weighing Nostalgia Against the Future - Final Chapter: In the Snow - Bonus Story: The Beginning of 1547, Continental Calendar |

| - Prologue: The Beginning of the Enlightenment - Chapter 1: Let's Make an Educational Program (Silvan's Debut) - Intermission 1: The Black Robed One and the Little Sister General, Now Negotiating - Chapter 2: The Kingdom's Secret Weapon - Intermission 2: Researching a Certain Line of Research - Chapter 3: The Fiancees' Bridal Course | - Chapter 3.5: After the Bridal Course (Souma's Day) - Intermission 3: Chance Encounter in the North - Chapter 4: The Saint Comes - Chapter 5: The Commandment-breaking Bishop, Souji Lester - Epilogue: Towards the First Trip Abroad |

| - Prologue: Naden Delal - Chapter 1: What You Get out of Louts and Scissors Depends on How You Use Them - Chapter 2: Time Begins to Move - Chapter 3: The Narrowing Distance Between the Two - Chapter 4: The Naden That Naden Never Knew - Chapter 5: Even if this Love was Prearranged | - Chapter 6: The Plains of Grief - Chapter 7: The Storm - Epilogue 1: A Dance With You - Side Story 1: The Ambassador's Return - Side Story 2: Nameless Heroes - Side Story 3: Genia and Merula's "Let's Test it!" - Epilogue 2: On To Yet Another Country |

| - Prologue: Meeting Up - Chapter 1: From the New City, Venetinova - Chapter 2: Urgent News and a Meeting - Chapter 3: A Great Man Still in the Making - Chapter 4: To Know a Person - Chapter 5: Fighting Together - Chapter 6: A Trump Card in Negotiations | - Chapter 7: Tripartite Medical Alliance - Epilogue: An Unsettling Presence - After Returning to the Country Arc - 1: The Weather Girl - After Returning to the Country Arc - 2: Kuu's Stay in the Kingdom - After Returning to the Country Arc - 3: The Flower that Blooms in the Field and the Bird in the Cage - After Returning to the Country Arc - 4: The God-protected Forest's Longest Day - After Returning to the Country Arc - 5: Memorial Festival |

| - Prologue: The Hawks and Wolves of the Nothern Plains - Chapter 1: The Road to the North - Chapter 2: For the Future - Chapter 3: Assignment of Personnel - Chapter 4: Defending the Walls of Lasta Castle - Chapter 5: Reunion with an Old Foe - Chapter 6: The Reality Here and Now | - Chapter 7: Cooked and Ready to Serve - Chapter 8: The Liberation of Lasta - Chapter 9: Help Arrives - Chapter 10: Everyone's Night Before the Final Battle - Chapter 11: The Dabicon is Burning - Chapter 12: The Victory Banquet - The Friedonian Military, Eastward |

| - Prologue: Tora and Tiger - Chapter 1: Meeting in the Sky - Chapter 2: The Fuuga that Halbert Saw - Chapter 3: A Little Adventure and a Meeting - Chapter 4: Finale - Chapter 5: Idioms Change in Meaning - Chapter 6: A Troublesome Present | - Chapter 7: The State of Various Countries - Epilogue 1: Family - Cast of Characters Arc 1: Children and Their Guardians - Cast of Characters Arc 2: Genia and Merula, Unveiling the Deepening Mysteries - Cast of Characters Arc 3: The Drill Princess of the Empire - Cast of Characters Arc 4: The Young Master's Awakening, the Girls' Determination - Cast of Characters Arc 5: The Shining Dragon - Epilogue 2: Welcome Home |

| - Prologue: The Countdown to Marriage - Chapter 1: The Red Oni is Blue - Chapter 2: Ginger Wipes it All Away - Chapter 3: Falling - Chapter 4: Heart Piercing - Chapter 5: The Black Tiger's Delivery | - Chapter 6: A Wedding Present that was Worth a Fortune - Chapter 7: Time to Face One Another - Chapter 8: Before the Ceremony - Final Chapter: The Wedding Ceremony - Bonus Story: The Happiest Queen of All |

### Манга
Манга с иллюстрациями Сатоси Уэды начала издаваться 10 июля 2017 года в журнале Comic Gardo издательства Overlap. В цифровом виде мангу публикует на русском языке издательство «Истари комикс».

### Аниме
17 апреля 2020 года издательская компания Overlap анонсировала аниме-сериал. Производством занялась студия	J.C.Staff под руководством режиссёра Такаси Ватанабэ по сценарию Хироси Оноги и Го Дзаппы. За дизайн персонажей отвечает Мэй Оцука, а музыкальное сопровождение пишет Акиюки Татэяма. Премьера аниме-сериала состоялась 4 июля 2021 года.
| 1 | First Begin with a Hero «Mazu Yūsha Yori Hajimeyo» (まず勇者より始めよ)                                                             | Сюдзи Миядзаки           | Го Дзаппа | Такаси Ватанабэ | 4 июля 2021    |
| Кадзуя Сома оказывается призван в качестве героя в другой мир и, не успев оглянуться, становится в нём новым королём Эльфридена — предыдущий правитель неожиданно для всех отказывается от трона в его пользу. В королевстве на данный момент много проблем — нехватка продовольствия, беженцы из стран, разоренных в результате вторжения демонов и многое другое. В первую очередь Кадзуя ищет возможность пополнить бюджет, чтобы выплатить «финансовую поддержку» сражающейся на передовой с демонами Империи, а затем, чтобы финансировать необходимые в стране реформы. Для этого он продает часть королевской сокровищницы и проводит полномасштабную проверку государственных расходов, чтобы найти тех, кто присваивал деньги. | |                          |           |                 |                |
| 2 | If You Possess an Aptitude, We'll Make Use of It «Tada Sai Araba Mochiiru» (ただ才あらば用いる)                                     | Сигэки Авай              | Го Дзаппа | Коити Такада    | 11 июля 2021   |
| Кадзуя узнает о своей магической способности — «живые полтергейсты» — позволяющей перемещать копии сознания в небольшие предметы и независимо управлять ими, что идеально подходит для заполнения документов. Кроме того, он выявляет причину голода в стране — большая часть полей была засажена «несъедобным» хлопком, что снизило производство еды, а после падения цен на хлопок — привело к росту цен и снижению покупательской способности населения. В поисках талантливых людей Кадзуя на всю страну транслирует свою речь, цитируя Цао Цао: «Если у вас есть талант, я найду ему применение». | |                          |           |                 |                |
| 3 | If You Become a Vassal, Don't Be a Loyal Vassal «Shin o Shite Chūshin Tara Shimu Koto Nakare» (臣をして忠臣たらしむことなかれ)      | Акира Танака             | Го Дзаппа | Кохэй Хатано    | 17 июля 2021   |
| 4 | Index Finger, Move «Shokushi, Ugoku» (食指、動く)                                                                                   | Такэси Томита Юки Морита | Го Дзаппа | Такаси Ватанабэ | 24 июля 2021   |
| 5 | To Be Worthy of Food and Clothing, Know Its Honor «Ishoku Tatte, Eijoku o Shiru» (衣食足って、栄辱を知る)                           | Юсукэ Онода              | Го Дзаппа | Хитоюки Мацуи   | 31 июля 2021   |
| 6 | The Wisdom Sometimes Turns Away and Does Not Give Up Profits «Chisha wa Toki ni Somuite Ri o Sutezu» (智者は時にそむいて利を捨てず) | Наоки Хориути            | Го Дзаппа | Такааки Исияма  | 7 августа 2021 |

## Критика
Ранобэ выделяется в жанре исэкай своим подходом — использованием героем современных знаний об экономике, экологии, распространении болезней и их сочетанием с псевдо-средневековым фэнтезийным сеттингом. Особенно оно привлекательно вниманием к маленьким деталям — например, герой представляется как «Сома Кадзуя» — сначала фамилия, затем имя, как принято в Японии, но местный мир берёт за основу европейский сеттинг, так что все решают, что это имя-фамилия и обращаются к нему как «король Сома». В то же время произведение сохраняет и многие шаблоны жанра — герой собирает гарем из девушек, чьи характеры в большинстве случаев попадают под стереотипы: Лисия — «пай-девочка», Айша — «не очень умная и вечно голодная» наподобие Эйши Кланклан, а Джуна — «сексуальная красавица».
Стиль повествования ранобэ может быть проблемой при чтении из-за частого переключения между повествования от имени разных персонажей. Иллюстрации Фуююки к ранобэ выполнены в стиле Type-Moon, что выделает их среди большинства произведений.
Подводя итоги 2017 года, Anime News Network включило ранобэ в список лучших произведений года, назвав награду для него «Лучшее использование канцелярской работы и бюрократии».
Превью первой серии аниме получило противоположные отзывы критиков: одни сочли аниме отличной адаптацией оригинальной истории, которую смогут высоко оценить знакомые с оригиналом зрители, другие обратили внимание на пустоту и неинтересность серии, а также неправдоподобность подхода — герой вмешивается в неизвестную культуру и политическую ситуацию и со своим базовым знанием социально-экономических наук сразу же «исправляет» её.

## Примечание
1. 1 2 3 4 5 6  Rebecca Silverman. How a Realist Hero Rebuilt the Kingdom Novel 1 (англ.). Anime News Network (22 марта 2017). Дата обращения: 12 июля 2021. Архивировано 12 июля 2021 года.
2. ↑  J-Novel Club Announces Full E-Book Release Calendar for February and March 2017, Reddit AMA on Feb 18th. Anime News Network (англ.). Архивировано 17 октября 2020. Дата обращения: 1 июля 2020.. По состоянию на 24 октября 2019 года было выпущено 11 томов на японском языке
3. ↑  現実主義勇者の王国再建記 1 (неопр.). Amazon.co.jp. Дата обращения: 29 мая 2019. Архивировано 22 января 2022 года.
4. ↑  How a Realist Hero Rebuilt the Kingdom Vol. 1 (Digital Version). J-Novel Club. Дата обращения: 29 мая 2019. Архивировано 29 мая 2019 года.
5. ↑  How a Realist Hero Rebuilt the Kingdom Vol. 1 (Print Version). Seven Seas Entertainment. Дата обращения: 29 мая 2019. Архивировано 18 мая 2021 года.
6. ↑  現実主義勇者の王国再建記 2 (неопр.). Amazon.co.jp. Дата обращения: 29 мая 2019. Архивировано 12 марта 2021 года.
7. ↑  How a Realist Hero Rebuilt the Kingdom Vol. 2 (Digital Version). J-Novel Club. Дата обращения: 29 мая 2019. Архивировано 29 мая 2019 года.
8. ↑  How a Realist Hero Rebuilt the Kingdom Vol. 2 (Print Version). Seven Seas Entertainment. Дата обращения: 29 мая 2019. Архивировано 18 мая 2021 года.
9. ↑  現実主義勇者の王国再建記 3 (неопр.). Amazon.co.jp. Дата обращения: 29 мая 2019. Архивировано 31 июля 2023 года.
10. ↑  How a Realist Hero Rebuilt the Kingdom Vol. 3 (Digital Version). J-Novel Club. Дата обращения: 29 мая 2019. Архивировано 29 мая 2019 года.
11. ↑  How a Realist Hero Rebuilt the Kingdom Vol. 3 (Print Version). Seven Seas Entertainment. Дата обращения: 29 мая 2019. Архивировано 9 апреля 2020 года.
12. ↑  現実主義勇者の王国再建記 4 (неопр.). Amazon.co.jp. Дата обращения: 29 мая 2019. Архивировано 31 июля 2023 года.
13. ↑  How a Realist Hero Rebuilt the Kingdom Vol. 4 (Digital Version). J-Novel Club. Дата обращения: 29 мая 2019. Архивировано 29 мая 2019 года.
14. ↑  How a Realist Hero Rebuilt the Kingdom Vol. 4 (Print Version). Seven Seas Entertainment. Дата обращения: 29 мая 2019. Архивировано 10 августа 2020 года.
15. ↑  現実主義勇者の王国再建記 5 (неопр.). Amazon.co.jp. Дата обращения: 29 мая 2019. Архивировано 31 июля 2023 года.
16. ↑  How a Realist Hero Rebuilt the Kingdom Vol. 5 (Digital Version). J-Novel Club. Дата обращения: 29 мая 2019. Архивировано 29 мая 2019 года.
17. ↑  How a Realist Hero Rebuilt the Kingdom Vol. 5 (Print Version). Seven Seas Entertainment. Дата обращения: 29 мая 2019. Архивировано 25 декабря 2019 года.
18. ↑  現実主義勇者の王国再建記 6 (неопр.). Amazon.co.jp. Дата обращения: 29 мая 2019. Архивировано 31 июля 2023 года.
19. ↑  How a Realist Hero Rebuilt the Kingdom Vol. 6 (Digital Version). J-Novel Club. Дата обращения: 29 мая 2019. Архивировано 29 мая 2019 года.
20. ↑  現実主義勇者の王国再建記 7 (неопр.). Amazon.co.jp. Дата обращения: 29 мая 2019. Архивировано 31 июля 2023 года.
21. ↑  How a Realist Hero Rebuilt the Kingdom Vol. 7 (Digital Version). J-Novel Club. Дата обращения: 29 мая 2019. Архивировано 29 мая 2019 года.
22. ↑  現実主義勇者の王国再建記 8 (яп.). Amazon.co.jp. Дата обращения: 29 мая 2019. Архивировано 31 июля 2023 года.
23. ↑  How a Realist Hero Rebuilt the Kingdom Vol. 8 (Digital Version). J-Novel Club. Дата обращения: 29 мая 2019. Архивировано 11 ноября 2020 года.
24. ↑  現実主義勇者の王国再建記 9 (яп.). Amazon.co.jp. Дата обращения: 29 мая 2019. Архивировано 31 июля 2023 года.
25. ↑  How a Realist Hero Rebuilt the Kingdom Vol. 9 (Digital Version). J-Novel Club. Дата обращения: 29 мая 2019. Архивировано 12 ноября 2020 года.
26. ↑  現実主義勇者の王国再建記 10 (яп.). Amazon.co.jp. Дата обращения: 15 ноября 2019. Архивировано 31 июля 2023 года.
27. ↑  How a Realist Hero Rebuilt the Kingdom Vol. 10 (Digital Version). J-Novel Club. Дата обращения: 18 октября 2019. Архивировано 12 ноября 2020 года.
28. ↑  現実主義勇者の王国再建記 11 (яп.). Amazon.co.jp. Дата обращения: 15 ноября 2019. Архивировано 31 июля 2023 года.
29. ↑  How a Realist Hero Rebuilt the Kingdom Volume 11. J-Novel Club. Дата обращения: 5 февраля 2020. Архивировано 12 августа 2020 года.
30. ↑  現実主義勇者の王国再建記 12 (яп.). Amazon.co.jp. Дата обращения: 2 июля 2020. Архивировано 31 июля 2023 года.
31. ↑  現実主義勇者の王国再建記 13 (яп.). Amazon.co.jp. Дата обращения: 5 ноября 2020. Архивировано 31 июля 2023 года.
32. ↑  How a Realist Hero Rebuilt the Kingdom Volume 12. J-Novel Club. Дата обращения: 12 мая 2021. Архивировано 9 марта 2021 года.
33. ↑  How a Realist Hero Rebuilt the Kingdom Vol. 13 (Print Version). Seven Seas Entertainment. Дата обращения: 4 июля 2021. Архивировано 11 июля 2021 года.
34. ↑  現実主義勇者の王国再建記 14 (яп.). Amazon.co.jp. Дата обращения: 4 июля 2021.
35. ↑  現実主義勇者の王国再建記 15 (яп.). Amazon.co.jp. Дата обращения: 4 июля 2021.
36. ↑  現実主義勇者の王国再建記 16 (яп.). Amazon.co.jp. Дата обращения: 17 декабря 2021.
37. ↑  Rule Your Own Fantasy in Seven Seas' License of HOW A REALIST HERO REBUILT THE KINGDOM Light Novel Series. Seven Seas Entertainment (14 ноября 2017). Дата обращения: 14 ноября 2017. Архивировано 23 сентября 2020 года.
38. ↑  Rafael Pineda. How a Realist Hero Rebuilt the Kingdom Light Novels Get TV Anime. Anime News Network (16 апреля 2020). Дата обращения: 16 апреля 2020. Архивировано 14 мая 2020 года.
39. ↑  Sutōrī｜Terebi Anime "Genjitsushugi Yūsha no Ōkoku Saikenki" Kōshiki Saito (яп.). genkoku-anime.com. Дата обращения: 17 апреля 2021. Архивировано 17 апреля 2021 года.
40. 1 2  Rebecca Silverman. Best Manga and Light Novels of 2017 (англ.). Anime News Network (29 декабря 2017). Дата обращения: 12 июля 2021. Архивировано 10 мая 2021 года.
41. ↑  The Summer 2021 Preview Guide - How a Realist Hero Rebuilt the Kingdom (англ.). Anime News Network (3 июля 2021). Дата обращения: 12 июля 2021. Архивировано 12 июля 2021 года.